# 赵银棠
赵银棠（1904年—1993年9月9日），中国纳西族女作家，丽江大研镇人，出生于寒儒世家。14岁时入女子师范研究会学习，毕业后在石鼓女子初等小学堂任教。1921年至1928年回县城女子两级小学任教。1929年1月，进昆明昆华女子高等师范班学习。同年秋考进东陆大学文史系，成为纳西族第一位女大学生。1936年秋，回丽江中学任国文教回而江中学任国文教员，并兼任丽江县女子简易班班主任。
从30年代中期开始，赵边从事教育工作边涉猎边地文学。利用课余假期，深入金沙江畔、澜沧江边调查少数民族的风土人情，向纳西族东巴学习东巴经，最先探索和翻译东巴经文学。1937年至1938年翻译了《人类迁徙记》、《卜筮故事》、《高楞趣》、《教主释里》等东巴经故事。1941年任“丽江妇女会”理事长。1944年任丽江县民众大教育馆馆长兼教员。1942年2月到重庆，携诗作拜访郭沫若求教。1942年8月参加吴泽林组织的“边胞服务站”，跟着马帮到丽江守范、维西等边远山区宣传抗日、宣传读书学文化、宣传卫生防疫知识，为群众义务打防疫针。“边胞服务站”工作结束后，继续在省立丽江中学任教，并任民族教育馆长。此间翻译整理纳西族古歌《白雪会》、《蜂与花》、《合欢》等作品。
1949年7月出版《玉龙旧话》一书。1956年任鹤庆中学教员，1956年加入云南省作家协会，成为云南省作家协会第一批会员。此后发表《东岩术岩——黑白战争的故事》、《鲁般鲁饶——久命姑娘盼望》等东巴经长歌译著。“整风反右”运动中，她被划为“右派分子”，撤销公职，送宾川县太和农场劳动改造。1962年8月，摘除“右派”帽子，回鹤庆中学任教。
1965年写了《纳西族青年的殉情悲剧及其时代背景》、《石牌坊的故事》等作品，文革中蒙受不白之冤，一度遣送回丽江受劳动管教，后返回鹤庆中学当收发员和图书管理员，1972年12月退休。1979年4月，“右派”案得到彻底平反。80年代后的10余年间，先后在报刊发表诗歌、散文、札记和译论等近百万字的作品。其中《亲切的墨迹，难忘的教诲》、《明代纳西族诗人木公和木增》获第一届云南少数民族创作奖。1981年增订《玉龙旧话新编》，编著《纳西族诗选》。1984年后，当选为丽江县第三、第四届政协委员。撰写自传《历程实录》。1993年9月9日在故宅逝世。